# ثابوتلان الجرندي

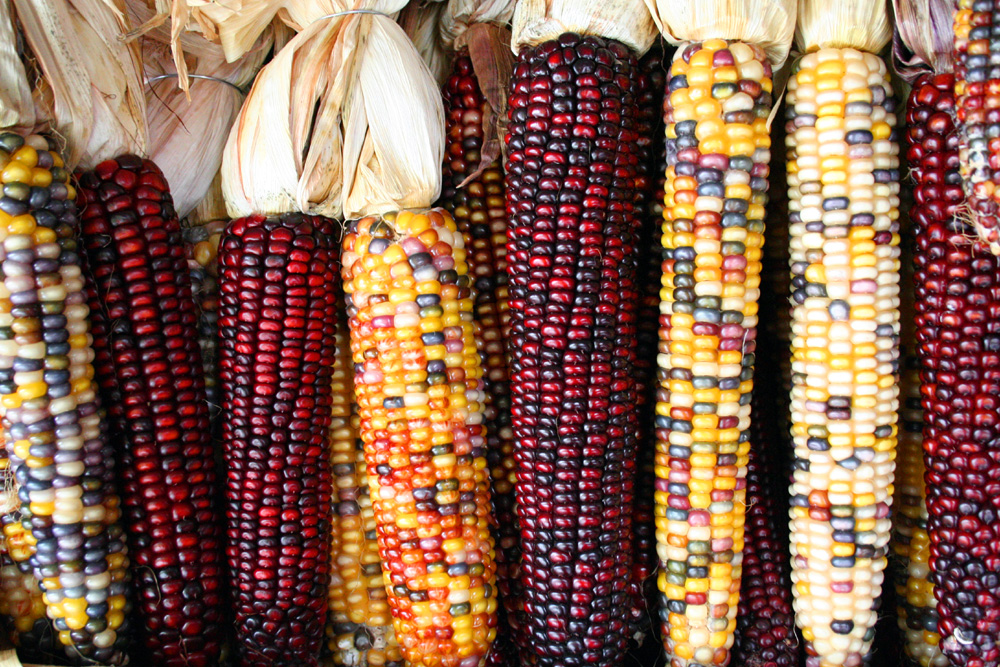
ثابوتلان الجرندي تعني أرض من الذرة الكثيرة

ثابوتلان الجرندي (بالإسبانية: Zapotlán el Grande) هي بلدية بولاية خاليسكو، تقع في المنطقة الجنوبية في المكسيك. وترجع تسميتها إلى ناواتل وتعني "أرض من الذرة الكثيرة"، وتبلغ مساحتها 295,29 كم2. وفقا للتعداد العام للسكان والإسكان عام 2010، فقد وصل عدد السكان إلى 100534 نسمة فيما كان عدد سكان مقاطعة سيوداد جوزمان 97,750 نسمة، ويشتغل أهلها في مجال صناعة الخدمات. وقد شهدت هذه البلدية مولد عدة فنانين عظماء مثل خوسيه كليمنتي أوروزكو وكونسويلو بيلاثكيث وخوان خوسيه أريولا.

## توأمة
لثابوتلان الجرندي اتفاقيات توأمة مع:
- مدينة سان لويس بوتوسي